# Rainford Junction
Rainford Junction är en by i distriktet St. Helens i Merseyside i England. Byn är belägen 17,9 km 
från Liverpool. Orten har 946 invånare (2015).